# Marc Wilmots
Marc Wilmots (Dongelberg, 22 febbraio 1969) è un dirigente sportivo, allenatore di calcio, ex calciatore e politico belga, di ruolo centrocampista, attuale direttore sportivo dello Schalke 04.

## Biografia
Suo figlio Reno Wilmots è anch'egli calciatore.

## Carriera

### Calcio

#### Giocatore

##### Club
Nella sua carriera, iniziata nel 1987, Wilmots giocò per Sint-Truidense, Malines, Standard Liegi, Schalke 04 e Bordeaux. Si ritirò nel 2003, dopo aver militato nuovamente nelle file dello Schalke. Da giocatore era soprannominato "il maiale da combattimento" per la sua stazza e la grinta che dimostrava in campo. Nella finale di coppa UEFA 1996/97 vinta contro l'Inter, segna l'1-0 nella partita di andata e il rigore decisivo nel ritorno.

##### Nazionale
Per il Belgio segnò 28 gol in 70 presenze, la prima delle quali nel 1990. Prese parte a quattro Mondiali, senza segnare nel 1994, ma realizzando due gol nei Mondiali 1998 e aggiungendone tre nei Mondiali 2002. Grazie a queste 5 marcature è il giocatore ad aver segnato più gol ai Mondiali con la maglia del Belgio. Va inoltre ricordato il famoso episodio della rete regolare annullatagli negli ottavi di finale col Brasile, rete che avrebbe permesso ai belgi di passare in vantaggio, oltre che per un goal segnato in rovesciata nella stessa competizione durante la fase a gironi contro il Giappone padrone di casa portando momentaneamente in vantaggio i Belgi  sull'1-0 (gara poi terminata in pareggio per 2-2). Wilmots inoltre giocò a Euro 2000, quando il Belgio ospitò l'evento insieme all'Olanda.

#### Allenatore

##### Club
Nel 2003, subito dopo il suo ritiro, divenne allenatore dello Schalke 04, ma, lo stesso anno si dimise per entrare in politica. Nell'estate 2004 divenne l'allenatore del Sint-Truiden, venendo esonerato nel febbraio 2005. L'11 novembre 2021 diviene l'allenatore del Raja Casablanca, tornando così ad allenare un club a distanza di 16 anni. Il 21 febbraio 2022, dopo soli 3 mesi di permanenza sulla panchina del club marocchino, il tecnico belga viene sollevato dall'incarico dopo la sconfitta ai rigori nella finale di Supercoppa africana contro gli egiziani dell'Al-Ahly.

##### Nazionale
Il 28 settembre 2009 diviene l'allenatore in seconda della Nazionale belga, alle spalle di Dick Advocaat. Il 15 maggio 2012 viene promosso a primo allenatore ad interim; il 6 giugno 2012 firma un contratto di due anni. Porta la squadra alla qualificazione al Mondiale 2014, dove viene eliminato ai quarti di finale dall'Argentina (0-1). Il 15 luglio 2016, al termine dell'Europeo 2016 (dove la squadra si era presentata come una delle favorite), in cui il Belgio viene estromesso ai quarti di finale dal Galles (1-3), lascia la panchina della Nazionale.
Il 21 marzo 2017 viene scelto come nuovo commissario tecnico della Nazionale ivoriana, con cui firma fino al 2018. Dopo la mancata qualificazione a Russia 2018 a seguito della sconfitta interna per 2-0 contro il Marocco (che non andava ai Mondiali dal 1998), il 15 novembre lascia l'incarico.
Nel maggio 2019 diventa allenatore dell’Iran, nazionale che lascia nel dicembre 2019, dopo sole sei partite.

#### Dirigente
Il 4 gennaio 2024 assume il ruolo di direttore sportivo dello Schalke 04, squadra militante in serie B tedesca, andando a sostituire il dimissionario Peter Knäbel.

## Carriera politica
Dopo essersi dimesso da allenatore dello Schalke, Wilmots entrò in politica e divenne membro del Senato belga per il partito liberale dei francofoni, il Mouvement Réformateur (Movimento Riformista o MR). Nel 2005 annunciò che si sarebbe dimesso da senatore, cosa abbastanza inusuale, e criticò il movimento costituzionale. La sua carriera politica viene generalmente ritenuta una parentesi negativa.

## Statistiche

### Giocatore

#### Cronologia presenze e reti in nazionale
| Cronologia completa delle presenze e delle reti in nazionale ― Belgio | Cronologia completa delle presenze e delle reti in nazionale ― Belgio | Cronologia completa delle presenze e delle reti in nazionale ― Belgio | Cronologia completa delle presenze e delle reti in nazionale ― Belgio | Cronologia completa delle presenze e delle reti in nazionale ― Belgio | Cronologia completa delle presenze e delle reti in nazionale ― Belgio | Cronologia completa delle presenze e delle reti in nazionale ― Belgio | Cronologia completa delle presenze e delle reti in nazionale ― Belgio |
| Data                                                                  | Città                                                                 | In casa                                                               | Risultato                                                             | Ospiti                                                                | Competizione                                                          | Reti                                                                  | Note                                                                  |
| --------------------------------------------------------------------- | --------------------------------------------------------------------- | --------------------------------------------------------------------- | --------------------------------------------------------------------- | --------------------------------------------------------------------- | --------------------------------------------------------------------- | --------------------------------------------------------------------- | --------------------------------------------------------------------- |
| 26-5-1990                                                             | Bruxelles                                                             | Belgio                                                                | 2 – 2                                                                 | Romania                                                               | Amichevole                                                            | -                                                                     | 46’                                                                   |
| 2-6-1990                                                              | Bruxelles                                                             | Belgio                                                                | 3 – 0                                                                 | Messico                                                               | Amichevole                                                            | -                                                                     | 57’                                                                   |
| 12-9-1990                                                             | Anderlecht                                                            | Belgio                                                                | 0 – 2                                                                 | Germania Est                                                          | Amichevole                                                            | -                                                                     | 46’                                                                   |
| 17-10-1990                                                            | Cardiff                                                               | Galles                                                                | 3 – 1                                                                 | Belgio                                                                | Qual. Euro 1992                                                       | -                                                                     | 73’                                                                   |
| 13-2-1991                                                             | Terni                                                                 | Italia                                                                | 0 – 0                                                                 | Belgio                                                                | Qual. Euro 1992                                                       | -                                                                     | 46’                                                                   |
| 27-2-1991                                                             | Anderlecht                                                            | Belgio                                                                | 3 – 0                                                                 | Lussemburgo                                                           | Qual. Euro 1992                                                       | -                                                                     |                                                                       |
| 27-3-1991                                                             | Anderlecht                                                            | Belgio                                                                | 1 – 1                                                                 | Galles                                                                | Qual. Euro 1992                                                       | -                                                                     |                                                                       |
| 1-5-1991                                                              | Hannover                                                              | Germania                                                              | 1 – 0                                                                 | Belgio                                                                | Qual. Euro 1992                                                       | -                                                                     | 77’                                                                   |
| 9-10-1991                                                             | Székesfehérvár                                                        | Ungheria                                                              | 0 – 2                                                                 | Belgio                                                                | Amichevole                                                            | -                                                                     | 77’                                                                   |
| 20-11-1991                                                            | Anderlecht                                                            | Belgio                                                                | 0 – 1                                                                 | Germania                                                              | Qual. Euro 1992                                                       | -                                                                     | 71’                                                                   |
| 26-2-1992                                                             | Tunisi                                                                | Tunisia                                                               | 2 – 1                                                                 | Belgio                                                                | Amichevole                                                            | -                                                                     | 46’                                                                   |
| 25-3-1992                                                             | Parigi                                                                | Francia                                                               | 3 – 3                                                                 | Belgio                                                                | Amichevole                                                            | 1                                                                     | 46’                                                                   |
| 22-4-1992                                                             | Anderlecht                                                            | Belgio                                                                | 1 – 0                                                                 | Cipro                                                                 | Qual. Mondiali 1994                                                   | 1                                                                     | 74’                                                                   |
| 3-6-1992                                                              | Toftir                                                                | Fær Øer                                                               | 0 – 3                                                                 | Belgio                                                                | Qual. Mondiali 1994                                                   | 2                                                                     | 63’                                                                   |
| 2-9-1992                                                              | Praga                                                                 | Cecoslovacchia                                                        | 1 – 2                                                                 | Belgio                                                                | Qual. Mondiali 1994                                                   | -                                                                     | 68’                                                                   |
| 14-10-1992                                                            | Anderlecht                                                            | Belgio                                                                | 1 – 0                                                                 | Romania                                                               | Qual. Mondiali 1994                                                   | -                                                                     | 68’                                                                   |
| 18-11-1992                                                            | Anderlecht                                                            | Belgio                                                                | 2 – 0                                                                 | Galles                                                                | Qual. Mondiali 1994                                                   | -                                                                     | 84’                                                                   |
| 22-5-1993                                                             | Anderlecht                                                            | Belgio                                                                | 3 – 0                                                                 | Fær Øer                                                               | Qual. Mondiali 1994                                                   | 2                                                                     |                                                                       |
| 6-10-1993                                                             | Anderlecht                                                            | Belgio                                                                | 2 – 1                                                                 | Gabon                                                                 | Amichevole                                                            | 2                                                                     |                                                                       |
| 13-10-1993                                                            | Bucarest                                                              | Romania                                                               | 2 – 1                                                                 | Belgio                                                                | Qual. Mondiali 1994                                                   | -                                                                     | 78’                                                                   |
| 16-2-1994                                                             | Ta' Qali                                                              | Malta                                                                 | 1 – 0                                                                 | Belgio                                                                | Amichevole                                                            | -                                                                     | 46’                                                                   |
| 4-6-1994                                                              | Bruxelles                                                             | Belgio                                                                | 9 – 0                                                                 | Zambia                                                                | Amichevole                                                            | -                                                                     | 64’                                                                   |
| 8-6-1994                                                              | Bruxelles                                                             | Belgio                                                                | 3 – 1                                                                 | Ungheria                                                              | Amichevole                                                            | -                                                                     | 74’                                                                   |
| 29-6-1994                                                             | Washington                                                            | Belgio                                                                | 0 – 1                                                                 | Arabia Saudita                                                        | Mondiali 1994 - 1º turno                                              | -                                                                     | 54’                                                                   |
| 14-12-1996                                                            | Bruxelles                                                             | Belgio                                                                | 0 – 3                                                                 | Paesi Bassi                                                           | Qual. Mondiali 1998                                                   | -                                                                     | 20’                                                                   |
| 11-2-1997                                                             | Belfast                                                               | Irlanda del Nord                                                      | 3 – 0                                                                 | Belgio                                                                | Amichevole                                                            | -                                                                     | 80’                                                                   |
| 11-10-1997                                                            | Bruxelles                                                             | Belgio                                                                | 3 – 2                                                                 | Galles                                                                | Qual. Mondiali 1998                                                   | 1                                                                     |                                                                       |
| 29-10-1997                                                            | Dublino                                                               | Irlanda                                                               | 1 – 1                                                                 | Belgio                                                                | Qual. Mondiali 1998                                                   | -                                                                     |                                                                       |
| 25-2-1998                                                             | Bruxelles                                                             | Belgio                                                                | 2 – 0                                                                 | Stati Uniti                                                           | Amichevole                                                            | -                                                                     | 46’                                                                   |
| 25-3-1998                                                             | Bruxelles                                                             | Belgio                                                                | 2 – 2                                                                 | Norvegia                                                              | Amichevole                                                            | 1                                                                     |                                                                       |
| 22-4-1998                                                             | Bruxelles                                                             | Belgio                                                                | 1 – 1                                                                 | Romania                                                               | Amichevole                                                            | -                                                                     |                                                                       |
| 27-5-1998                                                             | Casablanca                                                            | Belgio                                                                | 0 – 1                                                                 | Francia                                                               | Amichevole                                                            | -                                                                     |                                                                       |
| 3-6-1998                                                              | Bruxelles                                                             | Belgio                                                                | 2 – 0                                                                 | Colombia                                                              | Amichevole                                                            | 1                                                                     | 80’                                                                   |
| 6-6-1998                                                              | Bruxelles                                                             | Belgio                                                                | 1 – 0                                                                 | Paraguay                                                              | Amichevole                                                            | -                                                                     | 46’                                                                   |
| 13-6-1998                                                             | Parigi                                                                | Paesi Bassi                                                           | 0 – 0                                                                 | Belgio                                                                | Mondiali 1998 - 1º turno                                              | -                                                                     |                                                                       |
| 20-6-1998                                                             | Bordeaux                                                              | Messico                                                               | 2 – 2                                                                 | Belgio                                                                | Mondiali 1998 - 1º turno                                              | 2                                                                     |                                                                       |
| 25-6-1998                                                             | Parigi                                                                | Corea del Sud                                                         | 1 – 1                                                                 | Belgio                                                                | Mondiali 1998 - 1º turno                                              | -                                                                     |                                                                       |
| 27-3-1999                                                             | Bruxelles                                                             | Belgio                                                                | 0 – 1                                                                 | Bulgaria                                                              | Amichevole                                                            | -                                                                     | cap.                                                                  |
| 30-3-1999                                                             | Liegi                                                                 | Belgio                                                                | 0 – 1                                                                 | Egitto                                                                | Amichevole                                                            | -                                                                     | cap. 62’                                                              |
| 18-8-1999                                                             | Bruges                                                                | Belgio                                                                | 3 – 4                                                                 | Finlandia                                                             | Amichevole                                                            | 1                                                                     | 80’                                                                   |
| 4-9-1999                                                              | Rotterdam                                                             | Paesi Bassi                                                           | 5 – 5                                                                 | Belgio                                                                | Amichevole                                                            | 1                                                                     | 41’, 78’                                                              |
| 10-10-1999                                                            | Sunderland                                                            | Inghilterra                                                           | 2 – 1                                                                 | Belgio                                                                | Amichevole                                                            | -                                                                     | cap.                                                                  |
| 13-11-1999                                                            | Lecce                                                                 | Italia                                                                | 1 – 3                                                                 | Belgio                                                                | Amichevole                                                            | 1                                                                     | 87’                                                                   |
| 23-2-2000                                                             | Charleroi                                                             | Belgio                                                                | 1 – 1                                                                 | Portogallo                                                            | Amichevole                                                            | -                                                                     | 25’                                                                   |
| 29-3-2000                                                             | Bruxelles                                                             | Belgio                                                                | 2 – 2                                                                 | Paesi Bassi                                                           | Amichevole                                                            | -                                                                     | 85’                                                                   |
| 3-6-2000                                                              | Copenaghen                                                            | Danimarca                                                             | 2 – 2                                                                 | Belgio                                                                | Amichevole                                                            | 1                                                                     | 64’                                                                   |
| 10-6-2000                                                             | Bruxelles                                                             | Belgio                                                                | 2 – 1                                                                 | Svezia                                                                | Euro 2000 - 1º turno                                                  | -                                                                     |                                                                       |
| 14-6-2000                                                             | Bruxelles                                                             | Belgio                                                                | 0 – 2                                                                 | Italia                                                                | Euro 2000 - 1º turno                                                  | -                                                                     | 69’                                                                   |
| 19-6-2000                                                             | Bruxelles                                                             | Belgio                                                                | 0 – 2                                                                 | Turchia                                                               | Euro 2000 - 1º turno                                                  | -                                                                     |                                                                       |
| 16-8-2000                                                             | Sofia                                                                 | Bulgaria                                                              | 1 – 3                                                                 | Belgio                                                                | Amichevole                                                            | -                                                                     | cap. 61’                                                              |
| 2-9-2000                                                              | Bruxelles                                                             | Belgio                                                                | 0 – 0                                                                 | Croazia                                                               | Qual. Mondiali 2002                                                   | -                                                                     | cap.                                                                  |
| 7-10-2000                                                             | Riga                                                                  | Lettonia                                                              | 0 – 4                                                                 | Belgio                                                                | Qual. Mondiali 2002                                                   | 1                                                                     | cap. 88’                                                              |
| 28-2-2001                                                             | Bruxelles                                                             | Belgio                                                                | 10 – 1                                                                | San Marino                                                            | Qual. Mondiali 2002                                                   | 1                                                                     | cap.                                                                  |
| 24-3-2001                                                             | Glasgow                                                               | Scozia                                                                | 2 – 2                                                                 | Belgio                                                                | Qual. Mondiali 2002                                                   | 1                                                                     | cap. 58’                                                              |
| 25-4-2001                                                             | Praga                                                                 | Rep. Ceca                                                             | 1 – 1                                                                 | Belgio                                                                | Amichevole                                                            | -                                                                     | cap. 86’                                                              |
| 2-6-2001                                                              | Bruxelles                                                             | Belgio                                                                | 3 – 1                                                                 | Lettonia                                                              | Qual. Mondiali 2002                                                   | 2                                                                     | cap. 83’                                                              |
| 6-6-2001                                                              | Serravalle                                                            | San Marino                                                            | 1 – 4                                                                 | Belgio                                                                | Qual. Mondiali 2002                                                   | 2                                                                     | cap.                                                                  |
| 15-8-2001                                                             | Helsinki                                                              | Finlandia                                                             | 4 – 1                                                                 | Belgio                                                                | Amichevole                                                            | -                                                                     | cap. 57’ 77’                                                          |
| 5-9-2001                                                              | Bruxelles                                                             | Belgio                                                                | 2 – 0                                                                 | Scozia                                                                | Qual. Mondiali 2002                                                   | -                                                                     | cap.                                                                  |
| 6-10-2001                                                             | Zagabria                                                              | Croazia                                                               | 1 – 0                                                                 | Belgio                                                                | Qual. Mondiali 2002                                                   | -                                                                     | cap. 67’                                                              |
| 14-11-2001                                                            | Praga                                                                 | Rep. Ceca                                                             | 0 – 1                                                                 | Belgio                                                                | Qual. Mondiali 2002                                                   | 1                                                                     | 63’                                                                   |
| 13-2-2002                                                             | Bruxelles                                                             | Belgio                                                                | 1 – 0                                                                 | Norvegia                                                              | Amichevole                                                            | -                                                                     | cap. 46’                                                              |
| 17-4-2002                                                             | Bruxelles                                                             | Belgio                                                                | 1 – 1                                                                 | Slovacchia                                                            | Amichevole                                                            | -                                                                     | cap. 46’                                                              |
| 14-5-2002                                                             | Bruxelles                                                             | Belgio                                                                | 0 – 0                                                                 | Algeria                                                               | Amichevole                                                            | -                                                                     | cap. 46’                                                              |
| 18-5-2002                                                             | Saint-Denis                                                           | Francia                                                               | 1 – 2                                                                 | Belgio                                                                | Amichevole                                                            | 1                                                                     | cap.                                                                  |
| 26-5-2002                                                             | Kumamoto                                                              | Belgio                                                                | 1 – 0                                                                 | Costa Rica                                                            | Amichevole                                                            | -                                                                     | cap. 89’                                                              |
| 4-6-2002                                                              | Saitama                                                               | Giappone                                                              | 2 – 2                                                                 | Belgio                                                                | Mondiali 2002 - 1º turno                                              | 1                                                                     | cap.                                                                  |
| 10-6-2002                                                             | Ōita                                                                  | Tunisia                                                               | 1 – 1                                                                 | Belgio                                                                | Mondiali 2002 - 1º turno                                              | 1                                                                     | cap.                                                                  |
| 14-6-2002                                                             | Fukuroi                                                               | Belgio                                                                | 3 – 2                                                                 | Russia                                                                | Mondiali 2002 - 1º turno                                              | 1                                                                     | cap.                                                                  |
| 17-6-2002                                                             | Kōbe                                                                  | Brasile                                                               | 2 – 0                                                                 | Belgio                                                                | Mondiali 2002 - Ottavi di finale                                      | -                                                                     | cap.                                                                  |
| Totale                                                                |                                                                       | Presenze                                                              | 70                                                                    |                                                                       | Reti (6º posto)                                                       | 29                                                                    |                                                                       |

## Palmarès

### Giocatore

#### Club

##### Competizioni nazionali
- Campionato belga: 1

Malines: 1988-1989
- Coppa del Belgio: 1

Standard Liegi: 1992-1993
- Coppa di Germania: 1

Schalke 04: 2001-2002

##### Competizioni internazionali
- Supercoppa UEFA: 1

Malines: 1988
- Coppa UEFA: 1

Schalke 04: 1996-1997

### Allenatore

#### Individuale
- Globe Soccer Awards: 1

Miglior allenatore dell'anno: 2015